# La Malle sanglante
Pour plus de détails, voir Fiche technique et Distribution.
La Malle sanglante (The Trunk) est un film à énigme britannique réalisé par Donovan Winter (en), sorti en 1961.

## Synopsis
Des problèmes surviennent lorsque Lisa épouse Henry, un avocat britannique. Stephen, l'ex-petit ami jaloux de Lisa, décide de se venger en la convainquant qu'elle a tué Diane, l'ex-petite amie de son mari. Lisa donne à Stephen l'argent qu'il veut pour qu'il se taise et se débarrasse du cadavre. Malheureusement, l'autre ex-amant de la morte, Nicholas, les voit ensemble. Après avoir reçu l'argent de Lisa, Stephen met le corps de Diane dans un coffre et se rend dans une région isolée. Là, il découvre que la femme n'a pas feint la mort, mais qu'elle a été tuée par le jaloux Nicholas, d'une manière qui incriminera Stephen.

## Fiche technique
- Titre français : La Malle sanglante[1]
- Titre original : The Trunk[2]
- Réalisation : Donovan Winter (en)
- Scénario : Donovan Winter, Edward Abraham, Valerie Abraham
- Photographie : Norman Warwick (en)
- Montage : Reginald Beck
- Musique : John Fox (en)
- Décors : William Hutchinson
- Production : Lawrence Huntington
- Studio de production : Donwin Films
- Pays d'origine :  Royaume-Uni
- Format : Noir et blanc - 1,37:1 - Son mono - 35 mm
- Genre : film à énigme
- Durée : 72 minutes
- Dates de sortie :
  - Royaume-Uni : 13 février 1961
  - France : 5 janvier 1962

## Distribution
- Philip Carey : Stephen Dorning
- Julia Arnall (en) : Lisa Maitland
- Dermot Walsh : Henry Maitland
- Vera Day : Diane
- Peter Swanwick (en) : Nicholas Steiner
- John Atkinson : Matt
- Betty Le Beau : Maria
- Tony Quinn : portier
- Robert Sansom : directeur de banque
- Pippa Stanley : Mme Stanhope
- Richard Nellor : Sir Hubert
- Nicholas Tanner : l'agent de police